# Suhor, Kostel
Suhor je naselje v Občini Kostel.